# Northrop Grumman

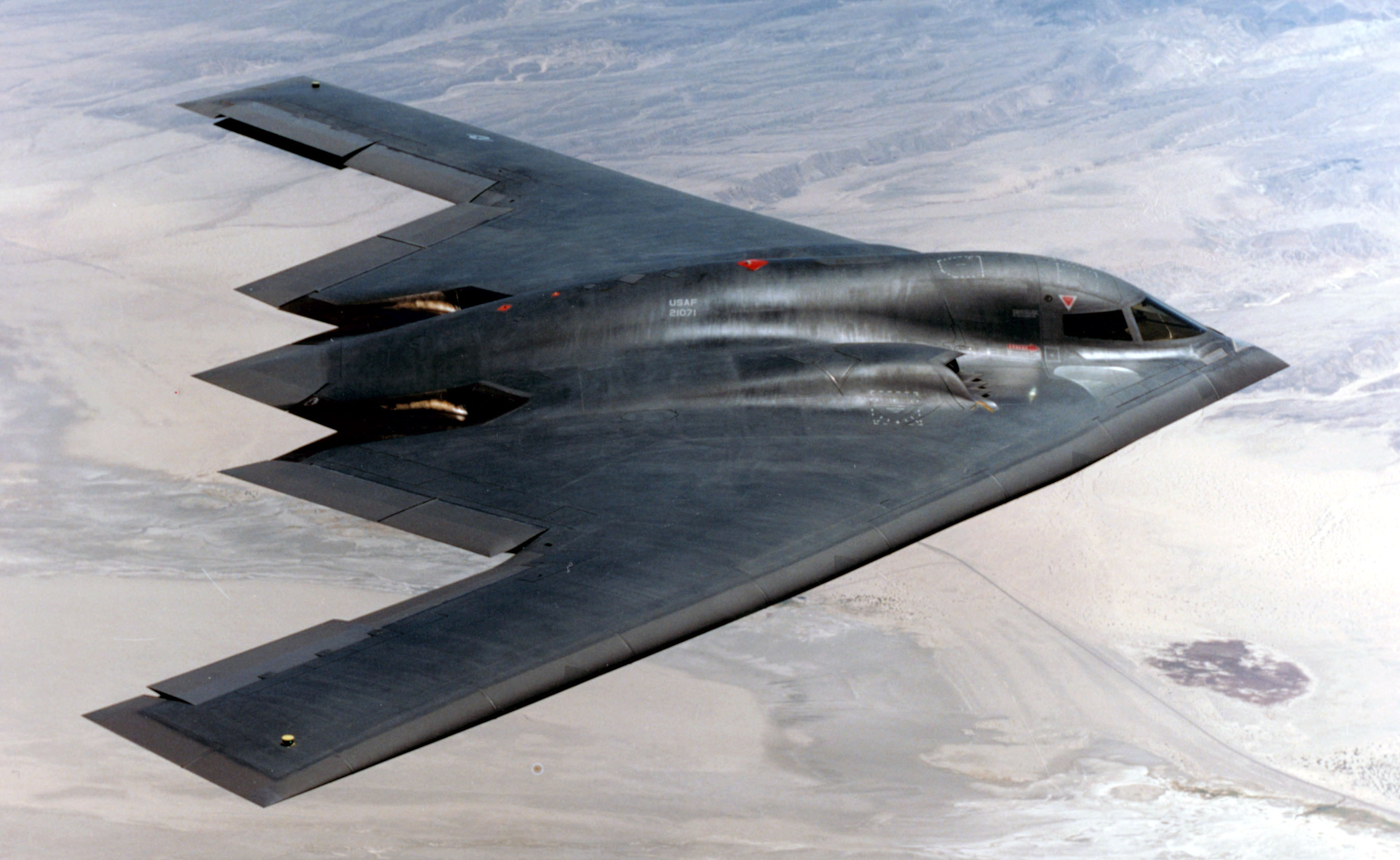
Northrop B-2 Spirit

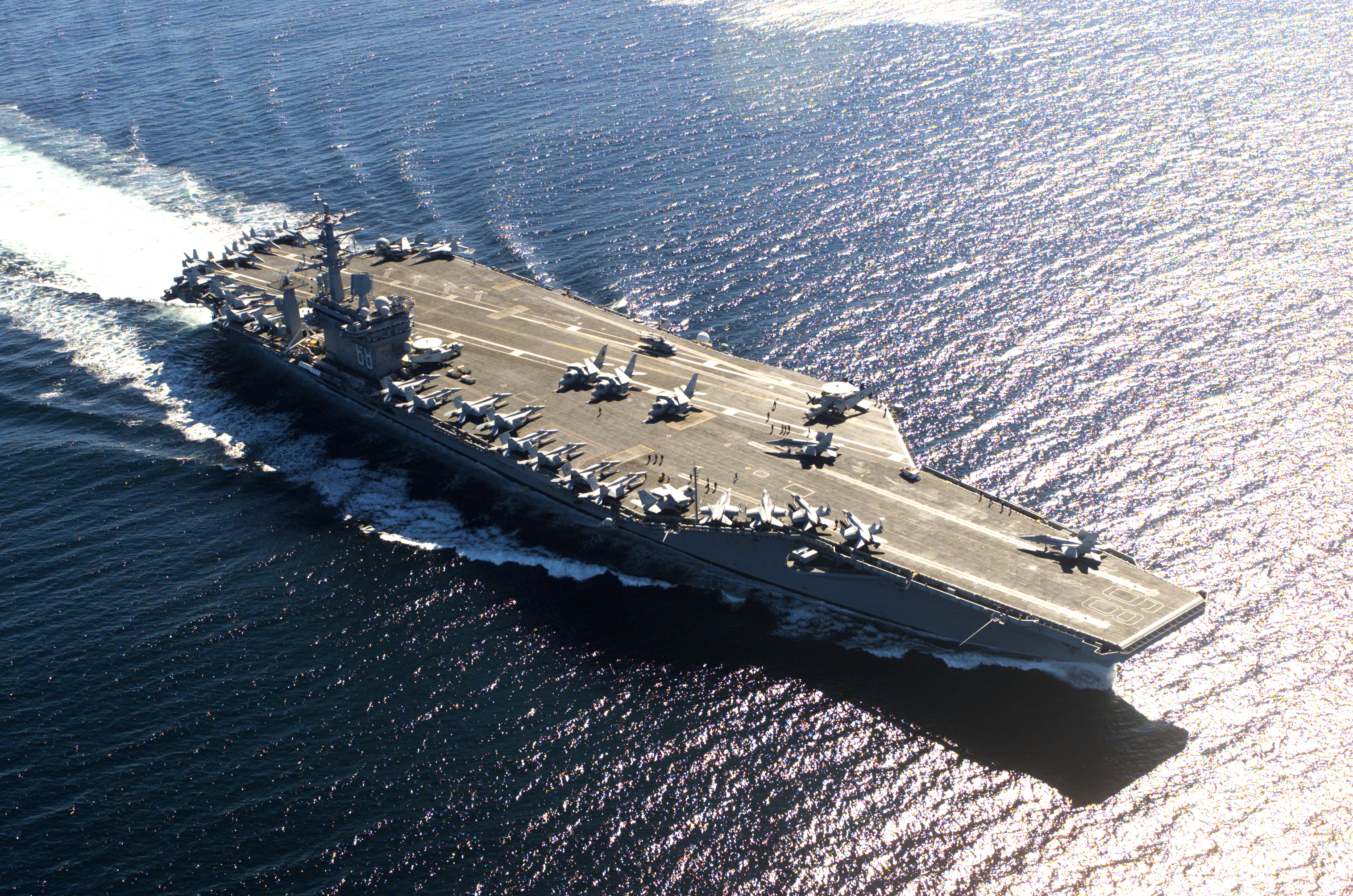
Авіаносці класу «Німіц»

Northrop Grumman Corporation (NYSE: NOC) — американська військово-промислова компанія, що працює в галузі електроніки та інформаційних технологій, суднобудуванні, авіакосмічній галузі. Утворена в 1994 р. в результаті злиття компаній «Northrop Corporation» і «Grumman Corporation». Маючи 90 000 співробітників і річний дохід понад $30 млрд., вона є одним з найбільших у світі виробників зброї та постачальників військових технологій. Фірма посідає 101 місце у списку найбільших американських корпорацій Fortune 500 за 2022 рік.
Компанія Northrop Grumman вісім разів отримували нагороду Collier Trophy, востаннє — за розробку X-47B, першої безпілотної, автономної повітряної системи, яка буде запускатися з авіаносця.
В даний час Northrop Grumman очолює розробку B-21 Raider, стратегічного бомбардувальника дальнього радіусу дії, який може скидати звичайну і ядерну зброю; він замінить власний B-2 Spirit, єдиний відомий у світі бомбардувальник-невидимку. Серед інших поточних проєктів компанії — розробка та виробництво космічного телескопа Джеймс Вебб, космічної обсерваторії, яку було запущено у 2021 році, а також виробництво твердопаливних ракетних прискорювачів для програми НАСА "Space Launch System". Компанія була єдиним учасником тендеру на програму ВПС США "Стратегічне стримування наземного базування", метою якої є розробка та створення нової міжконтинентальної балістичної ракети.
Обсяг військових контрактів на 2005 — $12.5 млрд, капіталізація на початок 2014 року — $25.4 млрд.

## Напрямки діяльності
Діяльність компанії зведена в основні бізнес групи:
- Information & Services, з виробничими секторами:
  - Інформаційні технології
  - Mission Systems
  - Technical Services
- Електроніка
- Авіація і космос
- Суднобудування

В грудні 2014 року, разом з IBM та Raytheon BBN Technologies уклала угоду з IARPA на розробку кріогенних комп'ютерних структур (англ. Cryogenic Computer Complexity, C3) — проєкт по створенню обчислювальних систем на надпровідникових логічних елементах.
Восени 2015 компанія отримала контракт на розробку нового бомбардувальника Northrop Grumman B-21 (LRS-B). Стартовий обсяг контракту склав $ 21,4 мільярда.

## Відомі проєкти

### Кораблебудування
- USS Gerald R. Ford (CVN-78) — головний корабель однойменного типу, що має змінити авіаносці класу «Німіц», спущений на воду 9 листопада 2013.

### Космічна галузь
Компанія Northrop Grumman є партнером NASA та виконує складні аерокосмічні проєкти:
- 9 липня 2021 року NASA оголосило про укладення контракту з Northrop Grumman на будівництво житлового модуля Habitation and Logistics Outpost (HALO) міжнародної місячної орбітальної станції. Сума контракту склала 935 мільйонів доларів[21][22].
- 16 листопада 2021 група американських компаній на чолі з Northrop Grumman представила проєкт відкритого місячного всюдихода для програми NASA "Артеміда", який надасть змогу астронавтам проводити розвідку поверхні Місяця. Подібний електромобіль планується випустити у 2025 році[23][24].
- 2 грудня 2021 року було укладено контракт на побудову твердопаливних прискорювачів (ТПП) для ракети-носія SLS (Space Launch System), що буде використано для пілотованих запусків до Місяця. Сума контракту -- 3,19 мільярда доларів, що забезпечить дев'ять запусків до Місяця[25][26].
- 2 грудня 2021 року також укладено контракт з Northrop Grumman на 125,6 мільйона доларів, згідно з яким вони разом із двома приватними компаніями (Blue Origin та Nanoracks) займатимуться розробкою проєктів космічних станцій та "інших об'єктів у космосі"[27][28][29].
- 1 серпня 2023 року, ракета «Antares» серії 230 компанії Northrop Grumman піднялася зі східної Вірджинії (США), вивівши на орбіту вантажний космічний корабель, який прямував до МКС. Перший ступінь ракети, розроблений в державному конструкторському бюро «Південне» та зібраний на заводі «Південмаш» у м. Дніпрі (Україна), відокремився приблизно через 3,5 хвилини після старту та впав, як і було заплановано, у води Атлантичного океану. Даний політ став останнім для цього типу ракет[30].

### Оборонна промисловість
У вересні 2021 року випущено гіперзвукову повітряно-реактивну зброю (HAWC), побудовану компанією Raytheon Technologies та обладнану двигуном Northrop Grumman.
У листопаді 2021 року Пентагон оголосив, що Northrop Grumman (разом із Raytheon та Lockheed Martin) отримали контракти на розробку ракет, які можуть захистити Сполучені Штати від гіперзвукових атак. Ці три контракти були присуджені на розробку плануючих перехоплювачів і разом коштують понад 60 млн доларів.

## Цікаві факти
14 березня 2024 року, під час 66-ї щорічної церемонії нагородження лауреатів у Вашингтоні, округ Колумбія (США), компанія Northrop Grumman отримала нагороду «Гранд Лауреат Тижня авіації» за дальній стратегічний бомбардувальник B-21 Raider.